# Solutions complexes d'équations polynomiales à coefficients réels

Évolution des valeurs des racines d'un polynôme de degré 2.

Pour un polynôme P, les racines réelles correspondent aux abscisses des points d’intersection entre la courbe représentative de P et l’axe des abscisses. Toutefois, l'existence et la forme des racines complexes peut paraître difficile à acquérir intuitivement. Seul le résultat qu’elles sont conjuguées l'une de l'autre semble aisé à interpréter. Plus généralement, les complexes sont des objets mathématiques difficiles à concevoir et accepter ; ils furent dans l'histoire des mathématiques l'occasion d'une longue lutte entre tenants du réalisme géométrique et formalistes de l'algèbre symbolique. Cet article se place du côté du réalisme géométrique.
Une notion proche peut être étudiée, ce sont les branches à image réelle pure de la forme complexe P(z), c'est-à-dire, les valeurs complexes z=x+ i y telles que P(x+ i y) soit réel, car parmi ces valeurs, on retrouvera les racines de P.
Rappel principal

Le degré d’un polynôme réel est égal au nombre de ses racines (éventuellement complexes), comptées avec leur multiplicité.

## Degrés 0 et 1
Les cas des polynômes à coefficients réels de degré 0 ou 1 sont sans intérêt : un polynôme constant admet aucune ou une infinité de racine, un polynôme à coefficients réels de degré 1 admet une unique racine réelle.

## Degré 2

### Formalisation
Si {\displaystyle P_{2}\colon x\mapsto ax^{2}+bx+c} est un polynôme de degré 2, alors la courbe d’équation y=P2(x) dans un repère (Oxy) est une parabole, qui présente au plus deux intersections avec l'axe réel des abscisses. Le cas où il n'y a qu'une seule intersection correspond à la présence d’une racine réelle double de P2.
Lorsqu'il n’y a aucune intersection avec l'axe des réels, les deux racines de P2 sont strictement complexes. La question est de les localiser dans le repère (Oxy) assimilé au plan complexe : si elles ne sont pas loin du sommet de la parabole, au fur et à mesure que la parabole s'éloigne de l'axe, quel est le chemin pris par ces racines complexes ?
Considérons les complexes de la forme z=x+ i y et calculons leur image par P2 :
{\displaystyle P_{2}(x+\mathrm {i} y)=a(x+\mathrm {i} y)^{2}+b(x+\mathrm {i} y)+c=\dots =(ax^{2}-ay^{2}+bx+c)+\mathrm {i} (2axy+by)}

### Étude
On cherche des images réelles sur l’axe des abscisses, il suffit donc d’annuler la partie imaginaire. On trouve {\displaystyle x=-{\frac {b}{2a}}} ou y = 0.
- le cas y = 0 revient à dire que l’on calcule P2(x), c'est-à-dire la courbe réelle ;
- pour {\displaystyle x=-{\frac {b}{2a}}}, on se place dans un espace réel à trois dimensions :
  - (Ox) la dimension réelle de z=x+ i y,
  - (Oy) la dimension imaginaire de z,
  - (Oh) la dimension de l'image P2(z)

Dans cet espace, les racines de P2 correspondent aux intersections de la courbe h=P2(x + i y) avec le plan (Oxy) : on obtient une courbe dans un plan perpendiculaire à l'axe (Ox) au point {\displaystyle -{\frac {b}{2a}}} :
{\displaystyle P_{2}\left(-{\frac {b}{2a}}+iy\right)=\dots =-{\frac {b^{2}}{4a}}+c-ay^{2}}
Dans le plan (Oyh), cette courbe d’équation {\displaystyle h=-ay^{2}-{\frac {b^{2}-4ac}{4a}}} est une parabole de direction opposée (-a) à la parabole réelle du plan (Oxh), qui partage le sommet de cette courbe réelle. Les deux courbes sont donc de part et d'autre d'un sommet commun. Par suite, en comptant les intersections complexes de cette courbe avec (Oxy) et les intersections réelles de la courbe réelle, on trouvera bien les deux racines de P2, dans tous les cas.

### Exemple
Dans (Oxyh), on peut dessiner ces deux courbes par exemple pour {\displaystyle P_{2}\colon x\mapsto x^{2}+2x+3} (en gras ci-dessous, où on trouve en biais (Oy) l'axe portant la valeur imaginaire y de z=x+ i y).
Cette animation illustre également la continuité qui existe entre les valeurs des racines et les coefficients du polynôme, que ces racines soient réelles ou complexes et même lorsque l'on se place à l'endroit du passage entre réel et complexe.
On peut aussi comprendre que les racines des polynômes soient conjuguées, on retrouve également que la somme de ces racines soit un élément caractéristique du polynôme (lié au sommet de la parabole).
Ces intersections complexes partagent un certain lien de parenté avec l'axe radical entre deux cercles quelle que soit la position relative des deux cercles (cf. Warusfel, qui argumente ainsi « on est conduit ainsi à une géométrie complexifiée où tout est plus simple »).

## Degré 3
La courbe réelle y=P3(x) a au moins une intersection avec l'axe réel (éventuellement triple), elle peut en avoir 3, ou 2 (avec 1 double). Si elle n'a qu'une seule intersection réelle (simple), alors les deux intersections manquantes sont complexes (conjuguées l'une de l'autre). Lorsque la courbe réelle de y=P3(x) possède un coude et que ce coude est proche de l'axe (Ox), alors par un argument de continuité, on peut avancer que les intersections complexes sont proches de cet optimal local, mais quand la courbe ne possède pas de coude, ou que le coude est loin de l'axe (Ox), où vont les intersections complexes ?
Notons {\displaystyle P_{3}(Z)=pZ^{3}+qZ^{2}+rZ+s} pour faire quelques calculs :
{\displaystyle P_{3}(x+\mathrm {i} y)=(s+rx+qx^{2}-qy^{2}+px^{3}-3pxy^{2})+\mathrm {i} y(r+2qx+3px^{2}-py^{2})}
Si l'on cherche les points réels, il faut annuler le coefficient imaginaire. On trouve {\displaystyle y=0}, ou {\displaystyle y^{2}=(r+2qx+3px^{2})/p}. C'est-à-dire la courbe réelle et deux courbes complexes symétriques l'une de l'autre (ce qui assure l'existence de racines conjugués, si des racines existent). Quand {\displaystyle y^{2}=(r+2qx+3px^{2})/p} et que cette valeur est positive :
{\displaystyle P_{3}(x+\mathrm {i} y)=-qr/p+s-2q^{2}x/p-2rx-8qx^{2}-8px^{3}}
On retrouve deux courbes de degré 3, orientées dans le sens inverse de la courbe réelle (-8p), avec au moins une intersection avec (Oxy) chacune, ce qui nous donne le nombre de racine de P3 recherché.
Sur un exemple, avec p, q, r, s égal à 2, 3, 4, 5 (en gras la courbe réelle, à l'horizontal (Ox) qui porte la partie réelle de z=i x+ y, en biais l'axe (Oy) qui porte la partie imaginaire de z=i x+ y, l'axe vertical (Oz) pour l'image (réelle par hypothèse) de P3(z) n.b. les intersections imaginaires avec (Oxy) semblent proches de (Oy) dans cet exemple mais dans le cas général, elles ne sont pas sur (Oy)) :
Remarque : l'existence de ces branches à image réelle n'est pas assurée (il faut que {\displaystyle (r+2qx+3px^{2})/p} soit positif). Il suffit de prendre r et p de signe opposé dans la forme de degré 3 pour que la branche à image réelle disparaisse autour de x=0 et les intersections avec (Oxy) peuvent ainsi disparaitre. En effet, si ces branches existaient toujours alors pour P3 avec trois intersections réelles, il faudrait ajouter deux intersections complexes sur ces branches, ce qui ferait cinq racines en tout pour P3.

## Degré 4
Contrairement au degré 3, il n'y a pas forcément une racine réelle. Toutes les racines peuvent être complexes.
Les résultats pour le degré 4 ressemblent à ceux pour le degré 3, avec l'existence de branches à image réelle sous forme de courbes complexes solution d'équation en y2. Ces courbes sont donc symétriques, mais leur existence n'est pas assurée. Les branches sont orientées dans le sens inverse de la courbe réelle.

## Conclusion
La visualisation des branches d'image réelle pour le degré 2 est intéressante et apporte l'information recherchée : où sont les racines complexes.
La visualisation des branches d'image réelle pour les degrés supérieurs à 3 - quand elle est possible - n'apporte pas beaucoup, même si elle peut indiquer - quand elle est possible - où sont les racines complexes.